# Dennis Dowidat
Dennis Dowidat (Düsseldorf, 1990. január 10. –) német labdarúgó, az Alemannia Aachen középpályása.